# Thibaut Detal
Thibaut Detal était un footballeur belge né le 1er janvier 1985 à Beauraing. 
Il évoluait au poste de milieu défensif dans le club belge du RUW Ciney en division 3B, où il arrête sa carrière en janvier 2014 pour terminer ses études de kinésithérapie.
Thibaut Detal a joué un total de 85 matchs en première division belge sous les couleurs du Sporting de Charleroi.